# Katarina Timglas
Anna Katarina Timglas (* 24. November 1985 in Malmö) ist eine ehemalige schwedische Eishockeyspielerin und derzeitige Eishockeyschiedsrichterin, die für den AIK Solna in der höchsten schwedischen Spielklasse, der Riksserien, gespielt hat. Bei den Olympischen Winterspielen 2006 in Turin gewann sie mit der schwedischen Frauennationalmannschaft die Silbermedaille im olympischen Eishockeyturnier.

## Karriere
Katarina Timglas begann ihre Eishockeykarriere im Alter von fünf Jahren – so wie ihre beiden Brüder – beim Limhamn HK, für den sie bis 2005 in der damals höchsten Spielklasse für Frauen aktiv war. Anschließend wechselte sie zum AIK nach Stockholm, mit dem sie 2007 und 2009 jeweils die schwedischer Meisterschaft gewann. Zudem gewann sie mit dem AIK zwischen 2004 und 2008 viermal in Folge den IIHF European Women Champions Cup.

### International
Für ihr Heimatland nahm Timglas ab 2004 an zahlreichen Weltmeisterschaften und internationalen Turnieren teil. Bei den Olympischen Winterspielen 2006 in Turin gewann sie mit der schwedischen Frauennationalmannschaft die Silbermedaille im olympischen Eishockeyturnier. Weitere Erfolge feierte sie mit dem Gewinn der Bronzemedaille bei den Weltmeisterschaften 2005 und 2007. Bei ihren zweiten Olympischen Winterspielen im Februar 2010 belegte sie mit dem Nationalteam den vierten Platz.
Insgesamt absolvierte sie 114 Länderspiele für Schweden, in denen sie 29 Tore erzielte, sowie drei Länderspiele für die U22-Juniorinnen des Landes.

### Als Schiedsrichterin
Aufgrund einer Verletzung beendete Timglas 2010 ihre Karriere und wurde 2012 IIHF-Schiedsrichterin. Sie leitete ab 2014 internationale Spiele, unter anderem bei der Frauenweltmeisterschaft der Division II, Gruppe B. 2015 leitete sie ihre ersten Spiele bei der Weltmeisterschaft der Top-Division.
Bei den Olympischen Winterspielen 2018 in Pyeongchang war sie zusammen mit Nicole Hertrich Hauptschiedsrichterin des Finalspiels der Frauen.

## Erfolge und Auszeichnungen

### Klub-Wettbewerbe
- 2004 IIHF-European-Women-Champions-Cup-Gewinn mit dem AIK Solna
- 2005 IIHF-European-Women-Champions-Cup-Gewinn mit dem AIK Solna
- 2006 IIHF-European-Women-Champions-Cup-Gewinn mit dem AIK Solna
- 2007 Schwedischer Meister mit dem AIK Solna
- 2008 IIHF-European-Women-Champions-Cup-Gewinn mit dem AIK Solna
- 2009 Schwedischer Meister mit dem AIK Solna

### International
- 2005 Bronzemedaille bei der Weltmeisterschaft
- 2006 Silbermedaille bei den Olympischen Winterspielen in Turin
- 2007 Bronzemedaille bei der Weltmeisterschaft

## Karrierestatistik
(Legende zur Spielerstatistik: Sp oder GP = absolvierte Spiele; T oder G = erzielte Tore; V oder A = erzielte Assists; Pkt oder Pts = erzielte Scorerpunkte; SM oder PIM = erhaltene Strafminuten; +/− = Plus/Minus-Bilanz; PP = erzielte Überzahltore; SH = erzielte Unterzahltore; GW = erzielte Siegtore; 1 Play-downs/Relegation; Kursiv: Statistik nicht vollständig)